# Abbaye d'Assaroe
L’abbaye d'Assaroe (en irlandais : mainistir Bheigthí) était une abbaye cistercienne située à proximité de Ballyshannon, en Irlande.
Fondée à la fin du XIIe siècle, elle vit de nombreuses périodes de crise, reste assez modeste et est définitivement fermée en 1607. Complètentement ruinée, elle ne présente plus que quelques vestiges qui ont inspiré le poète William Allingham.

## Localisation
L'abbaye d'Assaroe est situé à quelques kilomètres au nord de Ballyshannon, tout près de l'embouchure d'une petite rivière, aujourd'hui nommée Abbey river, mais dont le nom traditionnel avait été latinisé en Samarium. Cette rivière se jette quelques centaines de mètres plus à l'ouest dans l'estuaire de l'Erne.

## Histoire

### Fondation
La fondation de l'abbaye d'Assaroe est mal connue. Certaines sources attribuent l'initiative de la fondation à Ruaidrí Ua Canannáin ou Roderick O'Cananan, roi de Tir Conaill de 1165 à 1188, ce qui correspond à l'hypothèse d'une fondation en 1178 ; d'autres son meurtrier et successeur Flaithbertach Ua Maoldoraidh ou Flaharty O'Muldorry. Ce dernier est en tout état de cause compté parmi les bienfaiteurs de l'abbaye en 1184, avant d'y mourir en 1197 à 59 ans,.

### Moyen Âge
Entre 1216 et 1228, Assaroe participe à la conspiration de Mellifont ; c'est en effet l'époque à laquelle les abbés irlandais s'insurgent contre le chapitre général cistercien, qui est favorable à une certaine normalisation du monachisme britannique, alors que les Irlandais souhaitent conserver une certaine autonomie vis-à-vis des Anglo-Normands. En réponse, l'abbé d'Assaroe est destitué en 1227.
En 1268, un des abbés est encore destitué, pour ne pas avoir assisté au chapitre général douze années de suite. Entre-temps, en 1241, Domnall Mór mac Éicnecháin Ó Domhnaill, roi de Tir Conaill, qui s'était fait moine à l'abbaye, y meurt ; un siècle plus tard, en 1333, un de ses descendants Áed mac Domnaill Óic Ó Domhnaill meurt également à l'abbaye après avoir pris l'habit.
En 1377, l'abbaye d'Assaroe est brûlée lors d'une guerre entre clans irlandais ; trois ans plus tard, Seoán mac Conchohbair Ó Domhnaill et son fils Maolseachlainn Dubh sont tous deux tués à Assaroe par leur rival Toirdhealbhach an Fhíona mac Néill Ó Domhnaill. Les malheurs d'Assaroe ne s'arrêtent pas là, puisqu'elle est encore pillée par Niall Óg Ó Néill (en) en 1398.

### Dissolution
La dissolution, à l'instar de ce qui se passe dans la plupart des autres monastères irlandais, n'ets pas immédiatement suivie d'effet car les moines sont autorisés à rester sur place. Néanmoins, leurs domaines ayant été confisqués, ils vivent dans une grande pauvreté ; les revenus de la communauté sont ainsi estimés en 1558-1159 à 21 livres par an. En 1607, les cisterciens sont définitivement chassés.

## Architecture
L'abbaye originelle a presque entièrement disparue, occupée par un cimetière et une basse-cour. Les vestiges consistent en l'extrémité ouest de l'église, y compris une section du mur sud et une partie du pignon ouest, tous recouverts de végétation.

## L'abbaye dans la culture
William Allingham laisse un poème déplorant l'état de ruine de l'abbaye d'Assaroe :
« Gray, gray is Abbey Assaroe, by Belashanny town,
It has neither door nor window, the walls are broken down;
The carven-stones lie scatter’d in briar and nettle-bed!
The only feet are those that come at burial of the dead.
A little rocky rivulet runs murmuring to the tide,
Singing a song of ancient days, in sorrow, not in pride;
The boortree and the lightsome ash across the portal grow,
And heaven itself is now the roof of Abbey Assaroe.

It looks beyond the harbour-stream to Gulban mountain blue;
It hears the voice of Erna’s fall – Atlantic breakers too;
High ships go sailing past it; the sturdy clank of oars
Brings in the salmon-boat to haul a net upon the shores;
And this way to his home-creek, when the summer day is done,
Slow sculls the weary fisherman across the setting sun;
While green with corn is Sheegus Hill, his cottage white below;
But gray at every season is Abbey Assaroe.

There stood one day a poor old man above its broken bridge;
He heard no running rivulet, he saw no mountain-ridge;
He turn’d his back on Sheegus Hill, and view’d with misty sight
The Abbey walls, the burial-ground with crosses ghostly white;
Under a weary weight of years he bow’d upon his staff,
Perusing in the present time the former’s epitaph;
For, gray and wasted like the walls, a figure full of woe,
This man was of the blood of them who founded Assaroe.

From Derry to Bundrowas Tower, Tirconnell broad was theirs;
Spearmen and plunder, bards and wine, and holy Abbot’s prayers;
With chanting always in the house which they had builded high
To God and to Saint Bernard – where at last they came to die.
At worst, no workhouse grave for him! the ruins of his race
Shall rest among the ruin’d stones of this their saintly place.
The fond old man was weeping; and tremulous and slow
Along the rough and crooked lane he crept from Assaroe. »
« L'abbaye d'Assaroe est grise, grise, près de la ville de Belashanny,
Elle n'a ni porte ni fenêtre, les murs sont détruits ;
Les pierres taillées sont éparpillées dans la bruyère et les orties !
Les seuls pieds sont ceux qui viennent enterrer les morts.
Un petit ruisseau rocheux coule en murmurant dans la marée,
Chantant une chanson des jours anciens, dans la tristesse et non dans l'orgueil ;
Le buisson et le frêne lumineux poussent de l'autre côté du portail,
Et le ciel lui-même est maintenant le toit de l'abbaye d'Assaroe.

Elle regarde au-delà du port vers les montagnes bleues de Gulban ;
Elle entend la voix de la chute d'Erna - les déferlantes de l'Atlantique aussi ;
De grands navires passent devant elle ; le cliquetis robuste des rames
Amène le bateau à saumon pour tirer un filet sur les côtes ;
Et ce chemin vers sa crique natale, lorsque la journée d'été est terminée,
Le pêcheur fatigué rampe lentement à travers le soleil couchant ;
Alors que la colline de Sheegus est verte de maïs, sa maison blanche en dessous ;
Mais grise en toute saison est l'abbaye d'Assaroe.
Un jour, un pauvre vieil homme se tenait au-dessus du pont brisé ;
Il n'entendait pas de ruisseau couler, il ne voyait pas de montagne ;
Il tournait le dos à Sheegus Hill et regardait d'un œil brumeux
Les murs de l'abbaye, le cimetière avec ses croix d'un blanc fantomatique ;
Sous le poids des années, il s'inclinait sur son bâton,
Il lisait l'épitaphe de l'ancien ;
Car, gris et délabré comme les murs, une figure pleine de tristesse,
Cet homme était du sang de ceux qui ont fondé Assaroe.

De Derry à la tour de Bundrowas, Tirconnell leur appartnenait ;
Les lanciers et le pillage, les bardes et le vin, et les prières du saint abbé ;
En chantant toujours dans la maison qu'ils avaient construite en hauteur
À Dieu et à saint Bernard - où ils sont finalement venus mourir.
Au pire, pas de tombeau pour lui ! Les ruines de sa race
Reposeront parmi les pierres en ruine de ce lieu saint.
L'aimable vieillard pleurait, et, tremblant et lent,
Il s'éloigna d'Assaroe en rampant le long de la ruelle sinueuse et accidentée. »